# بطولة ويمبلدون 1967
قائمة ببطولات ويمبلدون لسنة 1967:

## فردي رجال
جون نيوكومب هزم  واليهيم ب.بانغيرت. النتيجة: 6-3 6-1 6-1

## فردي سيدات
بيلي جين كينغ هزمت  أن هايدون جونز. النتيجة: 6-3, 6-4